# Celso Miglietti
Celso Miglietti (Germagnano, 30 luglio 1923 – Col d'Arnas, 4 ottobre 1944) è stato un partigiano italiano, medaglia d'argento al valor militare alla memoria.

## Biografia
Militare del corpo dei paracadutisti, entrò a far parte della Resistenza nel novembre del 1943, inquadrato nella 19ª Brigata Garibaldi "Eusebio Giambone", di stanza a Germagnano e operante nel torinese agli ordini di "Rolandino" (Rolando Natale). Nell'autunno del 1944 si trovava dislocato con il distaccamento Savant, composto da una cinquantina di partigiani, sulle alture che sovrastano il Pian della Mussa per evitare che i rastrellamenti nazifascisti prendessero alle spalle le formazioni partigiane operanti in alta Val di Viù.

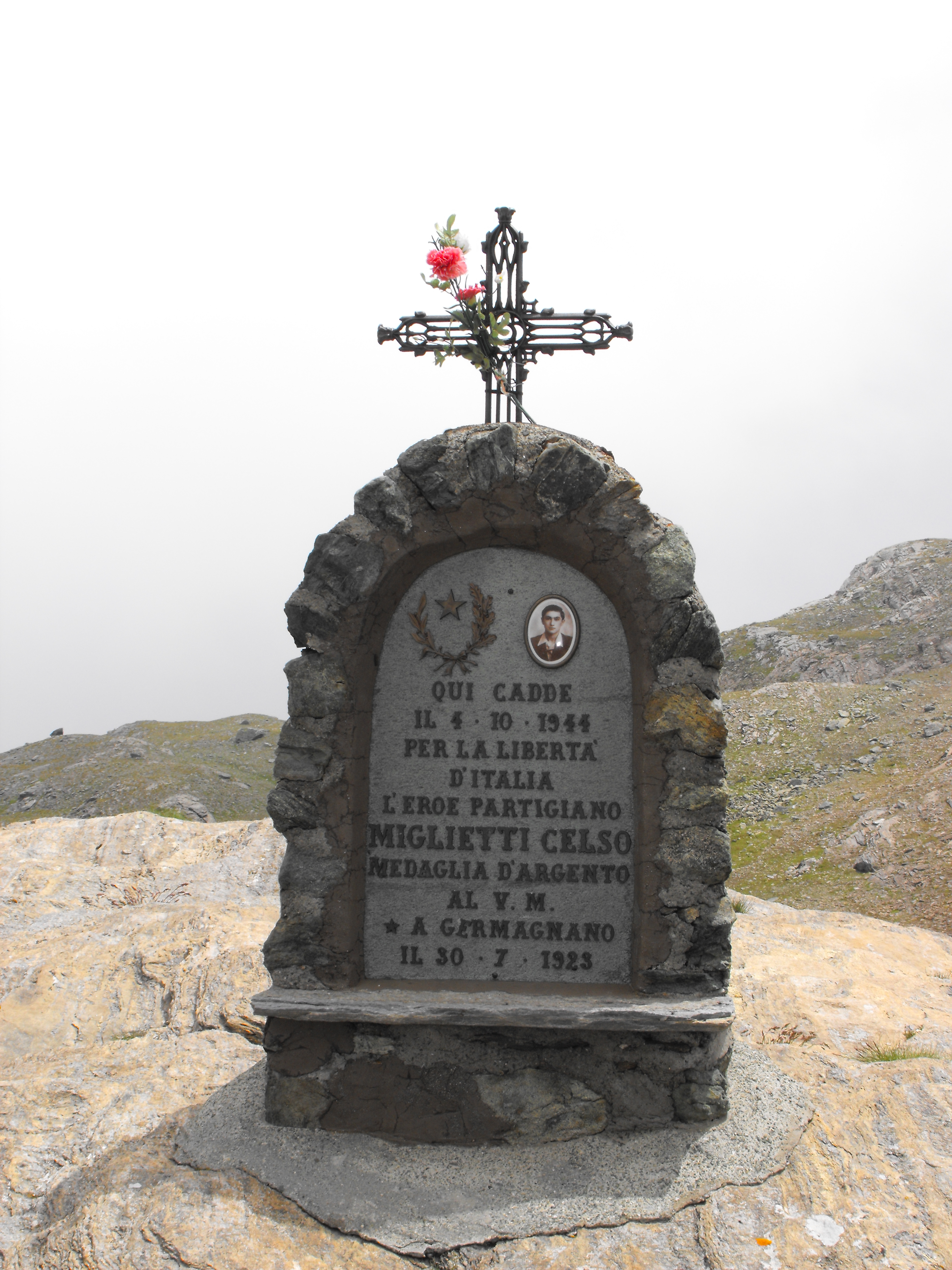
Lapide in memoria di Celso Miglietti nei pressi del rifugio Bartolomeo Gastaldi.

La mattina del 3 ottobre una compagnia del battaglione guastatori alpini "Valanga" della Decima MAS attaccò con mitragliatrici, cannoni e mortai la postazione del distaccamento Savant presso il rifugio Gastaldi. Celso Miglietti, manovrando una mitragliatrice pesante, contrastò assieme al suo distaccamento l'avanzata degli assalitori. Verso le 13.30 Miglietti fu colpito da una raffica e ferito gravemente.
Soccorso dai compagni in ritirata, fu trasportato nottetempo verso il Col d'Arnas per poter riparare in Francia ma, non potendo usufruire delle cure necessarie, morì nella notte fra il 3 e il 4 ottobre 1944 mentre i nazifascisti avevano oramai raggiunto e incendiato il rifugio Gastaldi.
Il suo corpo fu conservato sotto la neve presso il Col d'Arnas e soltanto nel luglio 1945 gli venne data sepoltura nel cimitero di Germagnano.

## Riconoscimenti
- Il 20 settembre 1945 il comune di Germagnano ha intitolato a Celso Miglietti il tratto della strada provinciale 2 che attraversa il paese.[5]